# Johannes Maringer
Johannes Maringer SVD (* 1902 in Köln; † 1981 in Sankt Augustin) war ein deutscher Prähistoriker. 

## Leben
Nach der Promotion war er von 1942 bis 1952 Mitarbeiter des Anthropos-Instituts Posieux. Von 1952 bis 1959 war er Professor für Prähistorische Anthropologie an der Nanzan-Universität und Direktor des Archäologischen Instituts Ichikawa. Von 1959 bis 1963 und 1967 war er Mitarbeiter der Anthropos-Instituts St. Augustin. Von 1963 bis 1967 war er wissenschaftlicher Assistent an den Vatikanischen Museen Rom.

## Publikationen (Auswahl)
- Contribution to the prehistory of Mongolia. A study of the prehistoric collections from Inner Mongolia. Stockholm 1950, OCLC 600757251.
- mit Hans-Georg Bandi: Kunst der Eiszeit. Levantekunst, Arktische Kunst. Basel 1955, OCLC 252293334.
- Vorgeschichtliche Religion. Religionen im steinzeitlichen Europa. Einsiedeln 1956, OCLC 258757187.
- Das Kreuz als Zeichen und Symbol in der vorchristlichen Welt. Sankt Augustin 1980, ISBN 3-921389-36-4.